# Soccerway
Soccerway.com – angielska strona internetowa o tematyce piłkarskiej.

## Historia
Strona została uruchomiona w 1994 r.. W 2007 r. została kupiona przez Perform Group. W lutym 2011 r. grupa przejęła goal.com, a w 2013 r. Opta Sports Dziś strona dostępna jest w 17 językach: angielskim, arabskim, chińskim, francuskim, greckim, hiszpańskim, indonezyjskim, koreańskim, niderlandzkim, niemieckim, polskim, portugalskim, rosyjskim, rumuńskim, tajskim, tureckim oraz włoskim.

## Zawartość strony
Jest to największa baza danych piłki nożnej na świecie. Na stronie zawarte są m.in. informacje o ponad 1000 rozgrywkach ligowych i pucharowych z 134 państw, a ponadto wyniki i statystyki meczów, baza danych większości klubów piłkarskich i piłkarzy oraz ich transferach. Dane dla niektórych lig:
- Premier League – od sezonu 1901/1902 (Football League First Division)
- Bundesliga – od sezonu 1963/1964
- Serie A – od sezonu 1993/1994
- Primera División – od sezonu 1993/1994
- Ligue 1 – od sezonu 1994/1995
- Ekstraklasa – od sezonu 1994/1995